# حادثة كراود سترايك 2024
حادثة كراود سترايك 2024 هي حادثة تعطُّل عدد كبير جدًّا من الحواسيب والأجهزة الافتراضية العاملة بنظام مايكروسوفت ويندوز. ففي 19 يوليو 2024، أدَّى تحديثٌ خاطئ لبرنامج الأمان الذي تنتجه شركة كراودسترايك، وهي شركة أمريكية للأمن السيبراني، إلى تعطُّل ما لا يُحصى من أجهزة الحاسوب والأجهزة الافتراضية التي تعمل بنظام مايكروسوفت ويندوز. مما أضرَّ بكثير من الشركات والقطاعات الحكومية في جميع أنحاء العالم، بما أسماه أحدُ الخبراء "أكبر انقطاع في تقنية المعلومات في التاريخ".
شَمِلَت القطاعات التي تعطَّلت شركات الطيران، والمطارات، والمصارف (البنوك)، والفنادق، والمستشفيات، وأسواق الأوراق المالية، والإذاعات؛ وتأثرت أيضًا الخِدْمات الحكومية مثل أرقام هواتف الطوارئ، والمواقع الإلكترونية. اكتُشفَ الخطأ وأُصلِح في اليوم نفسه، لكنَّ الانقطاع أدَّى إلى تأخير رحلات الطيران وإلغاء بعضها، وسبَّب مشاكلَ في نظُم الدفع الإلكترونية، وتعطيل خِدْمات الطوارئ.

## خلفية

شعار CrowdStrike،.

تُنتج شركة كراودسترايك مجموعة من منتجات برامج الأمان المصمَّمة لحماية أجهزة الحاسوب من الهجمات الإلكترونية. ويقوم منتج Falcon Sensor بتثبيت مستشعر الشبكة على مستوى نظام التشغيل على أجهزة الحاسوب لاكتشاف التهديدات ومنعها. وتقوم الشركة بتوزيع التصحيحات بشكل روتيني على عملائها لتمكين حواسيبهم الخاصَّة من التعامل مع التهديدات الجديدة.
في 18 يوليو، قبل حدوث التحديث الخاطئ، واجهت منصة مايكروسوفت أزور السحابية انقطاعًا أدى إلى منع وصول بعض الشركات إلى مساحة التخزين الخاصة بها وتطبيقات مايكروسوفت 365 في منطقة Azure بوسط الولايات المتحدة. ووفقًا لشركة مايكروسوفت، فإن الحادثين ليسا مرتبطين معًا، لكن ذلك أدى إلى تفاقم المشاكل لعملاء هذه الشركات المتضررة.
في 19 يوليو الساعة 04:09 (ت ع م)، بدأت الأجهزة الافتراضية التي تعمل بنظام التشغيل ويندوز على منصة مايكروسوفت أزور السحابية في إعادة التشغيل والتعطل، وفي الساعة 06:48 أبلغ Google Compute Engine أيضًا عن المشكلة. في الساعة 07:15، أعلنت جوجل أن هناك خطأ في تحديث كراودسترايك.
أكد الرئيس التنفيذي لشركة كراودسترايك، جورج كورتز، أن تحديث برنامج التشغيل الخاطئ الذي قامت به الشركة، هو الذي سبَّب انقطاعَ الخدمة وليس هجومًا إلكترونيًا.

## تفاصيل تقنية
هناك تحديث لملف إعدادات (يُسمى هنا ملف القناة channel file) جرى إصداره في الساعة 04:09 بالتوقيت العالمي المنسق في 19 يوليو 2024 يتعارض مع عميل مستشعر ويندوز (بالإنجليزية: Windows sensor client)، مما تسبب في دخول الأجهزة المتأثرة إلى شاشة الموت الزرقاء وظهور رمز الإيقاف PAGE_FAULT_IN_NONPAGED_AREA . أدى هذا إلى ترك الأجهزة عالقة في حلقة الإقلاع boot loop أو في وضع الاسترداد recovery. أثرت المشكلة في المقام الأول على الأنظمة التي تعمل بنظامي التشغيل ويندوز 10 وويندوز 11، بينما لم تتأثر الأجهزة المضيفة التي تعمل بنظام التشغيل ويندور 7 أو ويندوز سيرفر Windows Server 2008 R2. ولما كان التأثير مُقتصر على أجهزة الحاسوب والخوادم التي تعمل بنظام التشغيل ويندوز فقط والتي قامت بتثبيت برنامج CrowdStrike Falcon، فإن معظم أجهزة الحاسوب الشخصية لم تتأثر.

### العلاج
يمكن استعادة الأجهزة المتأثرة عن طريق التشغيل في الوضع الآمن أو بيئة الإصلاح في ويندوز وحذف ملفات %windir%\System32\drivers\CrowdStrike\C-00000291*.sys. نظرًا لأن هذه العملية يجب أن تُجرى محليًا على كل جهاز على حدة، فقد يستغرق الأمر أيامًا حتى تتمكن الشركات المتأثرة من استعادة جميع الأنظمة.
أعادت كراودسترايك تحديث المحتوى في الساعة 05:27 بالتوقيت العالمي، ولم تتأثر الأجهزة التي جرى تشغيلها بعد ذلك التحديث. وفي الساعة 09:45 بالتوقيت العالمي، أكد الرئيس التنفيذي جورج كورتز أن الشركة نشرت إصلاحًا لذلك التحديث المتسبب في المشكلة.

## الآثار
حدثت حالات انقطاع لكثير من الخدمات في جميع أنحاء العالم. نظرًا لأن العديد من أنظمة تكنولوجيا المعلومات في الشركات حول العالم تستخدم ويندوز وبرنامج كراودسترايك، شملت البلاغات عن حالات انقطاع الخدمة العديد من قطاعات الأعمال. حيث أن كراودسترايك لديها أكثر من 24 ألف عميل. يصعب تحديد عدد أجهزة الحاسوب الفردية المتضررة، حيث أن العديد من العملاء هم شركات عالمية. في عام 2021، قُدِّر أن قرابة 47% من الشركات المدرجة في قائمة فورتشين Fortune 500 كانت من عملاء شركة كراودسترايك. تذكر شركة كراودسترايك على موقعها الإلكتروني أنها تمتلك ما يقرب من 60% من شركات Fortune 500 وأكثر من نصف Fortune 1,000 بين عملائها. ولم تتأثر الصين إلى حد كبير بالانقطاع بسبب تركيزها على الاكتفاء الذاتي في مجال التكنولوجيا الفائقة. كذلك فإن الدول المحظورة من استخدام خدمات شركات التكنولوجيا الفائقة الأمريكية بسبب العقوبات الدولية مثل روسيا وإيران لم تُبلغ عن أي انقطاع. وعلى مستوى العالم، أُلغيت 5078 رحلة، أي 4.6% من الرحلات المجدولة.

### النقل الجوي

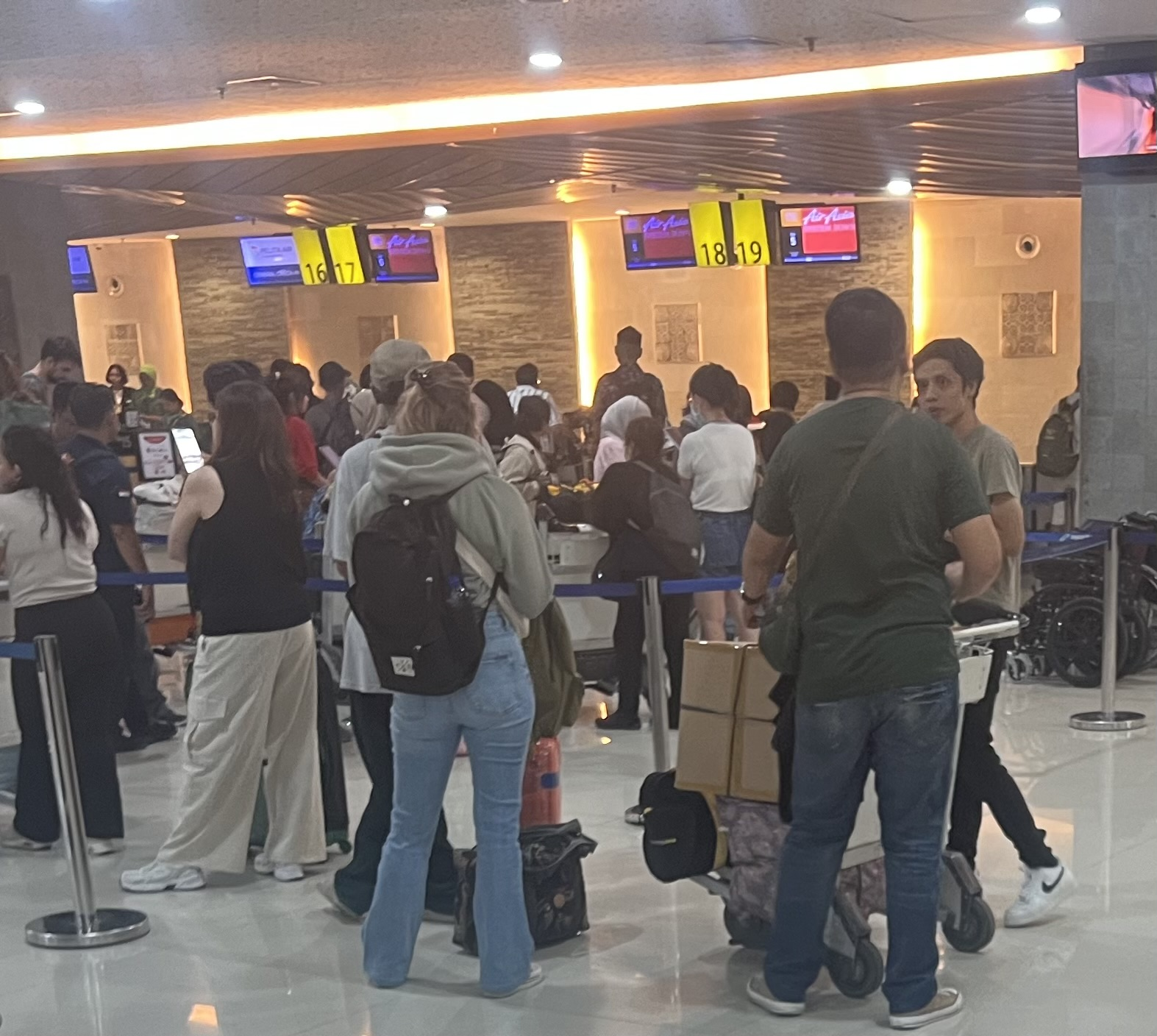
ركاب طيران آسيا يصطفون في مطار نجوراه راي الدولي، في إندونيسيا، أثناء انقطاع الخدمة. تأثر نظام تسجيل الوصول الخاص بشركة الطيران.

في أمريكا الشمالية، أصدرت شركات يونايتد ودلتا وأمريكان إيرلاينز إشعار توقف أرضي ground stop،واستمرت الرحلات التي في الجو في الطيران، ولكن لم يُسمح بإقلاع رحلات جديدة. كما توقفت شركة أليجانت بسبب انقطاع الخدمة وفقًا لإدارة الطيران الفيدرالية (FAA). وأُلغي قرابة 1500 رحلة جوية في الولايات المتحدة بسبب انقطاع الخدمة. تأثر مطار مونتريال ترودو الدولي ومطار تورونتو بيرسون الدولي في كندا، وألغت خطوط بورتر الجوية جميع الرحلات الجوية. وبحسب ما ورد فقد تأثر مطار فانكوفر الدولي أيضًا في كندا، على الرغم من أنه لم يكن من الواضح ما إذا كان هذا مرتبطًا بشكل مباشر بهذا الانقطاع العالمي.
في أوروبا، واجه مطار براغ  في التشيك، ومطار بودابست  في المجر، ومطار براتيسلافا  في سلوفاكيا، ومطار شيفول  في هولندا عدة مشكلات. ولم يُسمح للطائرات بالهبوط في مطار زيوريخ. بالقرب من بروكسل، قام موظفو مطار شارلروا بتسجيل وصول الركاب يدويًا، لكن البرامج الأخرى خففت من المشكلات بحلول الساعة 10:00 (UTC+2) وكان هناك حد أدنى من التأخير. أشارت مديرة مراقبة حركة المرور بالمطار الوطني الإسباني، إلى انقطاع تكنولوجيا المعلومات في موقعها الإلكتروني ووسائل التواصل الاجتماعي. وأبلغت جميع المطارات الإسبانية عن اضطرابات. واجه كل من مطار شارل ديغول ومطار أورلي في فرنسا أيضًا مشكلات تتعلق بتسجيل الوصول وتعليق الرحلات الجوية. شهد مطار بوزنان لاويكا ومطار وارسو شوبان اضطرابات في أنظمة تسجيل وصول الركاب، مما حث الركاب على التحقق من حالات الرحلة عبر الإنترنت. جرى تفعيل نظام الطوارئ، لكن عمليات تسجيل الوصول كانت أبطأ. أعلن مطار برلين براندنبورغ أنه منذ حوالي الساعة 07:00 (UTC+2)، تأثرت العمليات التشغيلية بـ "مشاكل تكنولوجيا المعلومات لدى مزود خارجي"، وأنهم خططوا لوقف الرحلات الجوية حتى الساعة 8 (UTC). وبينما استمر التعامل مع الركاب مع بعض القيود، حدثت تأخيرات واضطرت شركات الطيران إلى إلغاء بعض الرحلات الجوية. اضطرت العديد من شركات الطيران مثل (يورو وينجز ، ورايان إير ، وفيولينغ والخطوط الجوية التركية) في مطار هامبورغ إلى إصدار التذاكر يدويًا. كما تعطلت مراقبة الحركة الجوية الكرواتية والسويدية.
أوقفت الخطوط الجوية السويسرية الدولية 30% من رحلاتها. وواجهت شركة لوفتهانزا في ألمانيا مشكلات تتعلق بميزات "الملف الشخصي واسترجاع الحجز" بموقعها على الشبكة العكبوتية. لم تكن خدمات الحجز وتسجيل الوصول الخاصة بشركة ريان إير Ryanair متاحة واضطرت الشركة "إلى إلغاء عدد صغير من الرحلات الجوية"، ونصحت الركاب بالوصول إلى المطارات قبل ثلاث ساعات على الأقل من وقت المغادرة. ألقت شركة ويز Wizz Air باللوم على الحادث في توقف خدماتها عبر الإنترنت عن العمل. وأوقفت الخطوط الجوية الملكية الهولندية معظم عملياتها، وأعلنت أن التعامل مع الرحلات الجوية مستحيل بسبب هذه المشكلة، وواجهت خطوط ترانسافيا الجوية مشكلات. وذكرت شركة فين إير Finnair أنها تواجه مشكلات في إرسال رسائل البريد الإلكتروني والرسائل النصية القصيرة إلى العملاء. وفي اليونان، واجه المواطنون والسياح تأخيرات كبيرة في المطارات الرئيسية، ولا سيما مطار أثينا الدولي في أثينا ومطار هيراكليون الدولي في هيراكليون. وأدى هذا التعطيل، الذي حدث في ذروة الموسم السياحي، إلى مشاهد فوضوية حيث اضطر الركاب إلى الانتظار لساعات. وشملت العوامل المساهمة النقص الحاد في الموظفين والجداول الزمنية المنفذة حديثًا. وفي هيراكليون، واجه المطار تحديات إضافية حيث أُعلن عن مشاكل في ثمان رحلات طيران. وأشار رئيس المطار، جورج بلياكاس، إلى أنه جرى ترتيب الرحلات الجوية يدويا لإدارة الاضطراب، لكن تدفق الرحلات القادمة زاد من الضغط على النظام.
واجهت العديد من مطارات المملكة المتحدة صعوبات، بما في ذلك إدنبره، ومطار جاتويك، حيث توقف المسح التلقائي للرمز الشريطي عن العمل وكان لا بد من فحصه يدويًا. وذكرت شركة أماديوس، التي تدير الأمتعة البريطانية في مطار هيثرو، إنها تأثرت بانقطاع تكنولوجيا المعلومات. كان من المتوقع حدوث اضطراب في الرحلات الجوية، من وإلى المملكة المتحدة، ولكنه كان في حده الأدنى في جزيرة آيل أوف مان.
واجه مطار هونغ كونغ الدولي تأخيرات أثناء تسجيل الوصول، وذلك في المقام الأول لركاب شركة النقل المحلية ذات الميزانية المحدودة خطوط هونغ كونغ اكسبرس، ولجأ الموظفون لاستخدام لافتات مكتوبة بخط اليد لتوجيه الركاب إلى أماكن تسجيل الوصول المختلفة. قامت هيئة مطار هونغ كونغ بتفعيل حالة الطوارئ، بعد تعطل مواقع شركات الطيران وتسجيل الوصول التلقائي. لم تكن أنظمة الحجز الخاصة بالخطوط الجوية المحلية كاثي باسيفيك وهونج كونج إكسبريس وخطوط هونج كونج الجوية متاحة بشبب ذلك التعطل. جرى إلغاء بعض رحلات HKExpress في 20 يوليو. واجهت شركة Jeju Air  وشركة Spring Japan  مشكلات أيضًا. واضطرت شركة Jetstar Japan إلى إلغاء العديد من الرحلات الجوية (معظمها رحلات داخلية). تأثرت بعض أماكن تسجيل الوصول الذاتي في مطار شانغي بسنغافورة، مما أدى إلى تأخير وإجبار شركات الطيران على التحول إلى تسجيل الوصول اليدوي، وأبلغت الخطوط الجوية السنغافورية وسكووت عن مستويات مختلفة من صعوبات الخدمة على مدار اليوم في 19 يوليو. تأخرت رحلات سيبو باسيفيك وإير آسيا الفلبينية. وتشكلت طوابير طويلة في مطار نينوي أكينو الدولي.
شهدت تونس اضطرابات مؤقتة في المطارات. وألغت الخطوط الجوية التركية بعض رحلاتها لتجنب اضطرابات الرحلات الجوية.
في الهند، شهدت شركات الطيران الهندية انقطاعات في الخدمة، شملت شركات خطوط إنديجو الجوية، وأكاسا إير، وسبايس جيت، وفيستارا. قام الموظفون بإصدار بطاقات الصعود إلى الطائرة مكتوبة بخط اليد أثناء انقطاع الخدمة. طلبت وزارة الطيران المدني وأمرت شركات الطيران والمطارات بالتعاطف بتوفير الطعام والمقاعد إذا لزم الأمر. اعتبارًا من الساعة 18:14 بتوقيت الهند (12:44 بالتوقيت العالمي)، أُلغيت أكثر من 200 رحلة جوية هندية، وبلغ عدد رحلات طيران إنديجو وحدها 192 رحلة. شركات الطيران التي اعتمدت بشكل كبير على Microsoft Azure في جميع خدماتها، بدءًا من استضافة مواقع الويب ومحركات الحجز إلى أنظمة إدارة الإيرادات وأنظمة التحكم في المغادرة، هي التي واجهت التأثير.
كان مطار كرايستشيرش يواجه أيضًا مشاكل في نيوزيلندا. وتأثرت شركات الطيران الأسترالية مثل كانتاس وفيرجين وجيت ستار. وقال متحدث باسم مطار سيدني إن الانقطاع أثر على بعض عمليات شركات الطيران وأنه "قد يكون هناك بعض التأخير طوال المساء". كما تأثر مطار ملبورن، حيث أكدت بيانات الموقع الإلكتروني على "مشكلة التكنولوجيا العالمية" باعتبارها تؤثر على إجراءات تسجيل الوصول، ونصحت الركاب بالتشاور مع شركات الطيران ذات الصلة. وقد تأثر كل من مطار كانبيرا، ومطار داروين، ومطار أديلايد، ومطار بيرث، ومطار هوبارت، ومطار لونسيستون ومطار بريسبان أيضًا بهذه المشكلة.

### المؤسسات المالية

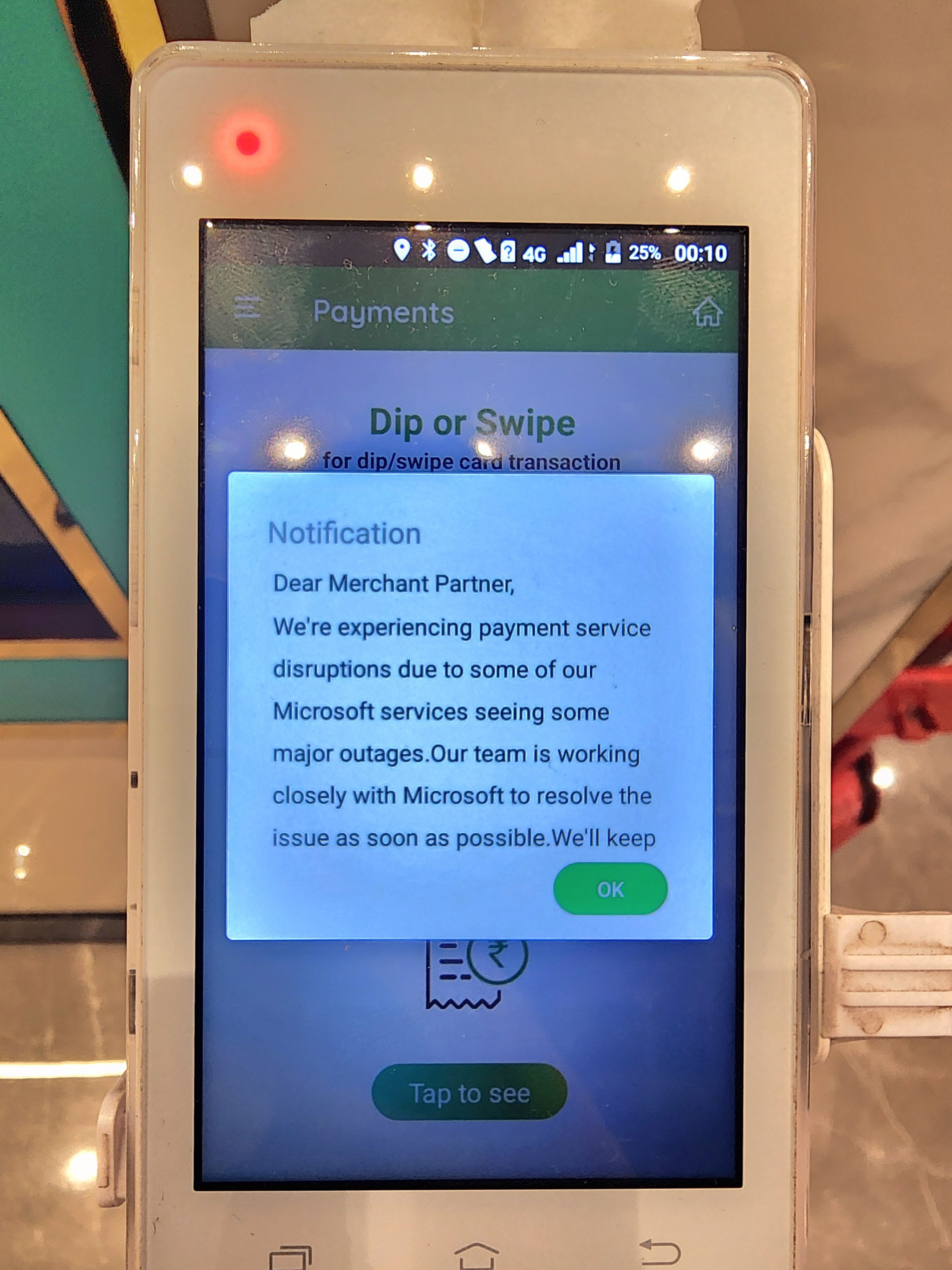
انقطاع خدمة الدفع في الهند

واجهت البنوك في جنوب أفريقيا، مثل بنك Capitec مشكلات. وكذلك البنوك في الفلبين مثل RCBC ، Metrobank ، LandBank ، BDO ، UnionBank ، BPI ، وPNB حيث تعطلت الأنظمة عبر الإنترنت بسبب انقطاع الخدمة. أُبلغ أيضًا عن أن المحافظ الإلكترونية مثل Maya وGCash تواجه مشكلات في الفلبين. ولم يكن ممكنًا الوصول إلى الموقع الإلكتروني وتطبيق الخدمات المصرفية عبر الهاتف المحمول الخاص بـ DenizBank في تركيا. تأثرت خدمات فيزا. وأبلغت العديد من الشركات السنغافورية، بما في ذلك بورصة سنغافورة (SGX) وبنك DBS ، عن مستويات مختلفة من صعوبات الخدمة طوال يوم 19 يوليو.
قال بنك الاحتياطي الهندي (RBI) في بيان له أن عددًا قليلاً فقط من البنوك يستخدم أدوات شركة كراودسترايك وأن العديد من الأنظمة المهمة لمعظم البنوك لا تعمل على السحابة الإلكترونية، وبالتالي لا تتأثر. أفاد أكبر بنك في الهند State Bank of India أن أيًا من خدماته لم تتأثر بسبب الانقطاع. وفقًا لتقييم بنك الاحتياطي الهندي، فقد تعرضت 10 بنوك وشركات مالية فقط لاضطرابات طفيفة وقد جرى حلها، وأضاف أيضًا أن الأنظمة المصرفية الهندية معزولة عن مثل هذه الانقطاعات ولم تبلغ إلا عن عدد قليل من الاضطرابات الطفيفة. ومع ذلك، قالت NSE وBSE أنهما لم يتأثرا وسط تقارير عن بعض الاضطرابات.
وفي البرازيل، أكد بنك براديسكو أنه تأثر أيضًا، وخلال الصباح تمكن العملاء من تسجيل الدخول، وفي الساعة 12:00 بالتوقيت العالمي، قام البنك بتعطيل زر تسجيل الدخول.
واجهت البنوك النيوزيلندية مثل ASB وKiwibank ، والبنك الأسترالي Westpac ، والبنك المملوك لأستراليا ونيوزيلندا ANZ مشكلات.
وانخفضت أسهم شركة مايكروسوفت وكراودستريك نتيجة للانقطاع. حيث انخفض سهم كراودستريك بنسبة 12% تقريبًا في تداول ما قبل السوق في وقت مبكر من يوم الجمعة.
لم تتمكن بورصة لندن، أثناء عملها بشكل طبيعي، من إرسال تحديثات الأخبار إلى موقعها على الإنترنت. كما أبلغت شركة المقامرة الإنجليزية Ladbrokes Coral وسلسلة المتاجر الإنجليزية Morrisons عن مشكلات. وتأثرت تطبيقات البنوك الأسترالية NAB وWestpac وANZ وCommonwealth Bank وBendigo Bank وSuncorp. وواجهت البنوك البولندية، بما في ذلك Santander Bank Polska وING Bank Śląski وmBank ، مشكلات تتعلق بالانقطاع. تأثرت خدمات خط المساعدة والفيديو والدردشة الخاصة بشركة Santander BP. وأوضح بنك PKO Polski أن خدمات iPKO وIKO الخاصة به كانت مستقرة، لكن البنوك الأخرى واجهت صعوبات. اضطرت سلاسل الصيدليات النرويجية Apotek1 إلى إغلاق متاجرها لبعض الوقت. وفي فنلندا، أبلغت مجموعة OP Financial عن اضطرابات طفيفة في حسابات الشركاء الاستثماريين وحسابات توفير الأسهم. واجه بنك Sense في أوكرانيا انقطاعات في الخدمة بسبب التحديث.
في باراجواي، تأثر كل من بنك Ueno وBanco Continental ولم يتمكن عملاؤهما من تسجيل الدخول.

### النقل البري
أُبلغ عن اضطرابات حركة المرور على الحدود بين الولايات المتحدة وكندا، بما في ذلك التأخير الطويل في جسر أمباسادور ونفق ديترويت-ويندسور في وندسور، أونتاريو. أرجعت وكالة خدمات الحدود الكندية السبب في الانقطاع الجزئي في نظام الإبلاغ الهاتفي الخاص بها إلى تلك المشكلة، وقد جرى حله لاحقًا. وكانت هناك تأخيرات طويلة على الطرق ونصحت الشرطة سائقي السيارات بتجنب المنطقة. عانت هيئة النقل بمنطقة مترو واشنطن من تأخيرات طفيفة في الخدمة في الصباح الباكر في أمريكا؛ لم يكن موقع الويب الخاص بهم (التتبع المباشر) متاحًا حتى حوالي الساعة 9:30 صباحًا يوم 19 يوليو. وفقدت هيئة النقل MBTA في بوسطن تتبع المركبات وإشعارات وصول الركاب.
أكدت شركة تشغيل السكك الحديدية الماليزية KTMB أن نظام التذاكر KITS الخاص بها كان يواجه مشكلات فنية. وقالت هيئة النقل في أيرلندا إن تطبيقاتها تعطلت بسبب انقطاع الخدمة. وقالت هيئة سلامة الطرق الأيرلندية إنها تعاني من "اضطراب كبير" في مراكزها الوطنية لاختبار السيارات (NCT). وفي سنغافورة، تأثرت بوابات الدخول والخروج لأكثر من 185 من مواقف السيارات التي يديرها مجلس الإسكان والتنمية (HDB).
كما تأثرت محطات الوقود في أستراليا، حيث ظل الأشخاص عالقين أمام مضخات الوقود لعدم تمكنهم من دفع ثمن البنزين لأن أنظمة الدفع الإلكترونية لم تكن تعمل. واجهت بطاقة HOP الخاصة بشركة Auckland Transport في نيوزيلندا مشكلات. وتأثر مشغل قطار الشحن الأسترالي Aurizon. وقد أدت المشكلة إلى إلغاء أو تأخير القطارات الإقليمية في نيو ساوث ويلز وأستراليا على خط هانتر وخط المرتفعات الجنوبية، وتعليق جميع الخطوط لشبكة الحافلات والقطارات الإقليمية في فيكتوريا التي تديرها شركة V/Line.
كما تأثرت شركات السكك الحديدية في المملكة المتحدة. ولم يتمكن عملاء سيارات الأجرة في لندن من الدفع ببطاقات الائتمان أو الخصم، وواضطروا لاستخدام النقود. في السويد وبلجيكا، توقفت خدمات بيع تذاكر النقل العام، وواجهت شركة Keolis Nederland مشكلات.

### الرعاىة الصحية
أوقفت العديد من المستشفيات في جميع أنحاء أمريكا الشمالية مؤقتًا العمليات الجراحية والزيارات غير العاجلة. بينما ظلت المستشفيات مفتوحة، إلا أن قدرتها على الوصول إلى سجلات المرضى كانت محدودة، إن وجدت. في الولايات المتحدة، قام مركز ميموريال سلون كيترينج للسرطان بتأجيل جميع الإجراءات التي تتطلب التخدير، وألغى نظام مستشفى ماس جنرال بريجهام جميع الإجراءات غير الطارئة والزيارات الطبية، كما تأثر المركز الطبي لمستشفى سينسيناتي للأطفال. وواجهت شبكة الصحة الجامعية مشكلات فنية في كندا، حيث قالت إن النشاط السريري للمستشفيات سيستمر لكنها حذرت من احتمال تأخير المواعيد. واجهت عدد من المستشفيات الكندية الأخرى صعوبات، حيث قامت الخدمات الصحية في نيوفاوندلاند ولابرادور بتفعيل خطط الطوارئ بسبب تأثر أنظمة تسجيل المرضى.
قالت خدمة الصحة الوطنية البريطانية (NHS) إن المشكلات "تسبب اضطرابًا في غالبية ممارسات الأطباء الممارسين العامين GP"، وكانت بعض خدماتها، مثل جراحات الممارسين العامين، التي تعتمد على منتج برمجي يسمى EMIS Web، غير قادرة على عرض وإدارة السجلات الطبية، وإصدار وإدارة الوصفات الطبية، أو تحديد المواعيد. أفاد راديو مانكس أن العمليات الجراحية العامة تأثرت في جزيرة مان. وشهدت خدمة إسعاف لندن زيادة غير مسبوقة في مكالمات الطواري على رقمي 999 و111 بعد انقطاع الخدمة، وقد قامت بالرد على قرابة 4500 مكالمة طوارئ بحلول الساعة 17:00 (بالتوقيت الصيفي البريطاني).
تأثر ثلثا خدمات طبيب الممارس العام في أيرلندا. وكذلك العلاج الإشعاعي بالمستشفيات، وتأثرت أيضًا حجوزات غرف العمليات وقوائم الموظفين.
أكدت FPS Public Health في بلجيكا أن هناك مستشفيين متأثرين وقاموا بتنشيط خطط تكنولوجيا المعلومات الطارئة الخاصة بهم. وذكروا أنه لا يوجد أي تأثير على الرعاية، بل على حالات قبول المرضى الجدد فقط. كان المركز الوطني للأزمات يقوم بتقييم التأثير في بلجيكا وذكر أنه لا توجد تقارير عن مشاكل كبيرة في القطاعات الأمنية وبنيتها التحتية الحيوية (مثل محطات الطاقة أو قطاع النقل). كما وصل للمركز إبلاغ بالمشكلة التي تؤثر على مستشفيين في بلجيكا. ألغى مستشفيان في لوبيك وكيل بألمانيا العمليات غير الطارئة. أبلغت الحكومات الإقليمية الإسبانية في أراغون وإقليم الباسك وكاستيلا لا مانشا وكاتالونيا وجاليسيا عن مشكلات تتعلق بخدمات الرعاية الصحية الخاصة بها. شهد النظام الصحي الكاثوليكي انقطاعات تسببت في تأخير الخدمات.
تأثرت الأنظمة في مستشفى ويسلي ومستشفى سانت أندروز في بريسبان بأستراليا.
في كرواتيا تأثرت منظومة المعلومات الصحية، وكان ذلك بسبب مشكلة متزامنة مرتبطة بنقل خوادمهم إلى موقع جديد.
سجلت مستشفى فرناندو فونسيكا في البرتغال بعض المشاكل.
ذُكر إن شركة الأدوية كركا في سلوفينيا عانت من انقطاع كامل في الإنتاج واعتبرت اليوم يوم عُطلة.

### وسائل الإعلام والاتصالات
لم تتمكن العديد من محطات التلفزيون الأمريكية من البث بسبب الانقطاع العالمي. وقد اضطرت KSHB-TV إلى اللجوء إلى بث الأخبار الوطنية عبر سكريبس نيوز. لم تتمكن ESPN من بث الإصدارات الصباحية من SportsCenter في صباح يوم الانقطاع، وبدلاً من ذلك جرى بث برنامج Unsportsmanlike التابع لراديو ESPN، والبث المتزامن مع ESPN2. عانى فريق Mercedes AMG PETRONAS F1 أيضًا من مشكلات يوم الجمعة في سباق الجائزة الكبرى المجري، حيث أكد متحدث باسم مرسيدس أن الفريق كان عليه معالجة المشكلة يدويًا على كل جهاز حاسوب يستخدمه. أثرت المشكلة أيضًا على عملاء المحركات، ماكلارين وأستون مارتن وويليامز.
كما واجهت شركات تكنولوجيا المعلومات الكبرى في الهند مثل TCS وInfosys وOracle وNokia وغيرها انقطاع الخدمة، مما أدى إلى بقاء آلاف المشكلات التي أثارها الموظفون والأجهزة في حالة إعادة التشغيل وعدم القدرة على الاسترجاع. صنَّف فريق الاستجابة لطوارئ الحاسوب الهندي، CERT-In، الحادث وفق تصنيف الخطورة بأنه "حرج".
سمحت بعض الشركات لموظفيها بالعودة إلى منازلهم مبكرًا نتيجة للحادث، وأصبحت رسالة "شكرًا لك مايكروسوفت على الإجازة" هي المصطلح الأكثر شيوعًا على Weibo. أعلنت شركة Universal Studios Japan أنها لن تبيع التذاكر عبر منافذ التذاكر خلال عطلة نهاية الأسبوع بسبب انقطاع الخدمة. ومع ذلك، سيظل بيع التذاكر عبر الإنترنت أو عبر مواقع بيع التذاكر المخصصة.
شهدت شركة فودافون انقطاعات في الخدمة. أثرت المشكلة على أجهزة الحاسوب المحمولة المكتبية التابعة لشركة DPG Media Belgium - والتي أثرت على محطات راديو JOE وQMusic والبنوك وخدمات البريد والوكالات الحكومية. كما تأثرت الاتصالات الهاتفية في أنتويرب. وصرح مركز الأمن السيبراني البلجيكي أن التأثير في بلجيكا محدود. لم تتمكن سكاي نيوز من البث المباشر في المملكة المتحدة، وكذلك قناة سي بي بي سي التابعة لهيئة الإذاعة البريطانية، وهي قناة تلفزيونية مجانية للأطفال. وقالت هيئة الإذاعة الوطنية الأيرلندية RTÉ إن غرفة التحرير التابعة لها تعرضت لـ "انقطاع متقطع للإنترنت" وكان هناك تأثير ضئيل على الإنتاج. كما تأثرت هيئة الإذاعة الكندية.
تأثرت العديد من القنوات التلفزيونية الفرنسية بهذه المشكلات مثل شبكات TF1 وTFX وLCI وCanal+ Group. كما أعلنت شركة Bouygues Telecom، مزود خدمات الهاتف والإنترنت، عن عدم توفر خدمة عملائها نتيجة انقطاع الخدمة. كما تأثرت عمليات دورة الألعاب الأولمبية الصيفية، المقرر أن تبدأ رسميًا بعد أسبوع في باريس بفرنسا. وقد وقع الحادث بعد يوم واحد من افتتاح القرية الأولمبية، وكان المنظمون يقومون بتجهيز وصول الرياضيين والمندوبين. وقالت اللجنة المنظمة إنه جرى تفعيل خطة الطوارئ، وأن تسليم الزي الرسمي والاعتمادات هو الذي تأثر فقط. ومع ذلك، أدى الحادث إلى إبطاء العمليات وإغلاق مكتب الاعتماد في المركز الصحفي، وإجراء الفحوصات الأمنية يدويًا باستخدام قائمة الأسماء.
تأثر عمال تكنولوجيا المعلومات، والاتصالات السلكية واللاسلكية والبث الإذاعي والتلفزيوني في الفلبين. وأبلغت العديد من الشركات السنغافورية، بما في ذلك SPH Media وSingtel وM1، عن مستويات مختلفة من صعوبات الخدمة على مدار يوم 19 يوليو.
ومن بين شركات الإعلام الأسترالية التي تأثرت بهذه المشكلات شبكة ABC وSBS وSeven Network وNine Network. وتأثرت عملية حجز التذاكر في ملعب دوكلاندز لمباراة الدوري الأسترالي لكرة القدم ليلة الجمعة بين فريق إيسندون بومبرز وأديلايد كروس.
وشهدت شركة نوفا بوشتا الأوكرانية انقطاعات في الخدمة. وفي الولايات المتحدة، تأثرت شركتا UPS وFedEx.
تأثرت خدمة سباقات Sim iRacing أيضًا بالانقطاع في أمريكا. وأوقفت العديد من الألعاب الكورية عبر الإنترنت، مثل Black Desert Online وRagnarok Online وRagnarok Origin.
تأثرت كل من Amazon Web Services وeBay وGoogle Cloud وInstagram وPlenty of Fish بهذا الانقطاع.

### القطاع الحكومي
في الولايات المتحدة، حدث انقطاع في خدمة هاتف الطوارئ 911 أو انقطاع في تشغيل مراكز اتصال 911 في بعض أجزاء ألاسكا، وأريزونا، وفلوريدا، وأيوا، وإنديانا، وكانساس، وميشيغان، ومينيسوتا، ونيويورك، وأوهايو، وأوريغون، وبنسلفانيا، وفيرجينيا. كان هاتف 911 معطلاً في نيو هامبشاير بأكملها. بالإضافة إلى ذلك، واجهت ألاسكا مشكلات مع مراكز الاتصال غير الطارئة. وتأثرت ADT أيضًا.
تعطلت المواقع الحكومية في الفلبين، مثل الموقع الإلكتروني لمجلس النواب الفلبيني، بسبب انقطاع الخدمة.
تأثرت مدينة تورنتو. وواجه برلمان نيوزيلندا مشاكل. وكان مجلس صن شاين كوست أحد المجالس العديدة المتضررة في أستراليا. وأكد المتحدث باسم هيئة الأمن الوطني أن عدة مؤسسات في سلوفاكيا تأثرت.
في الولايات المتحدة، تأثرت وزارة الأمن الداخلي، ووكالة ناسا، ولجنة التجارة الفيدرالية، والإدارة الوطنية للأمن النووي، ووزارة العدل، ووزارة التعليم، وأبلغت وزارة الخزانة ووزارة الخارجية عن اضطرابات طفيفة. شهدت وزارة شؤون المحاربين القدامى ووزارة الطاقة اضطرابات، لكن من غير المعروف ما إذا كانت مرتبطة بالحادثة. تأثرت وكالات DMV في ولايات جورجيا وكارولينا الشمالية وتينيسي ومقاطعة كولومبيا، بالحادث.

### شركات البيع بالتجزئة

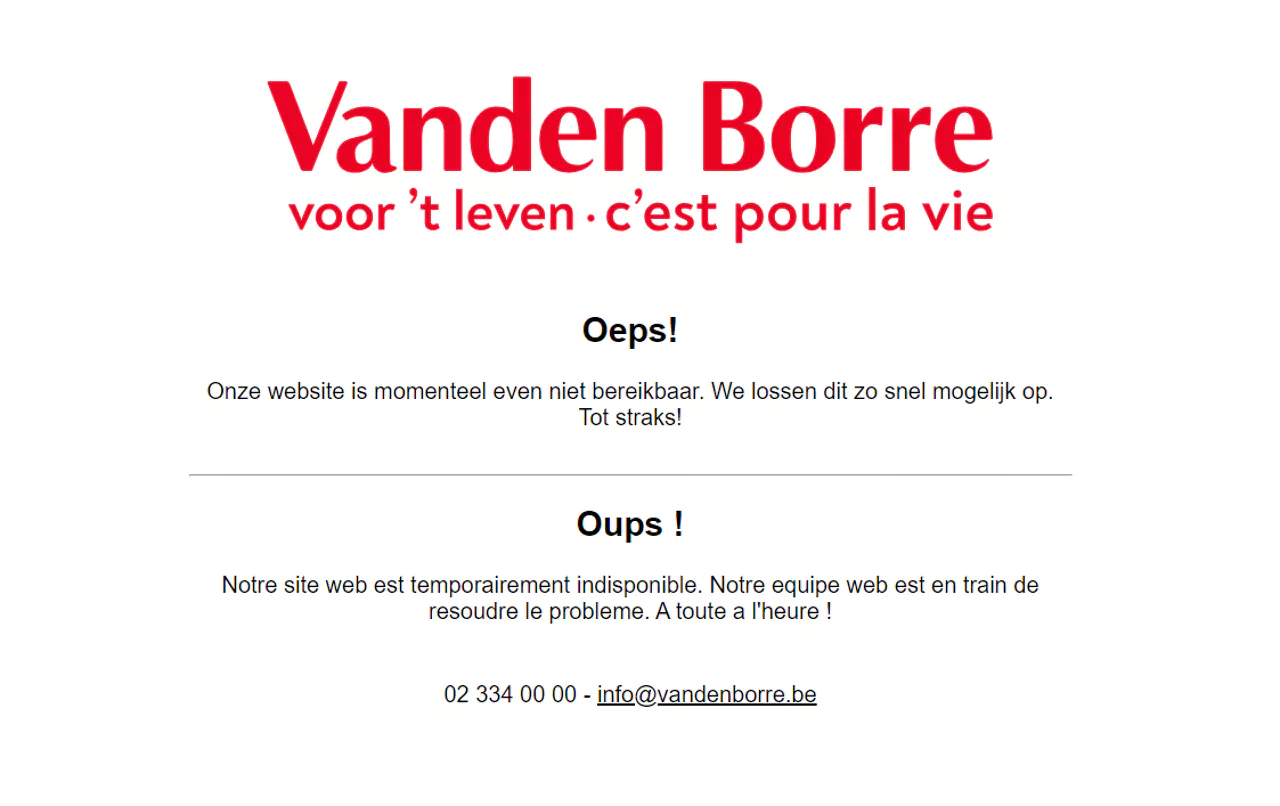
موقع Vanden Borre للبيع بالتجزئة في بلجيكا معطل بسبب انقطاع الخدمة

تأثرت محلات السوبر ماركت في الفلبين بسبب تعطل أنظمة نقاط البيع. وأغلقت سلسلة متاجر تيغوت الألمانية بعض متاجرها. واجه العملاء أيضًا مشكلات في الدفع في محلات السوبر ماركت في Foodstuffs وWoolworths في نيوزيلندا. اضطرت سلسلة البقالة البريطانية ويتروز إلى قبول الأموال النقدية فقط من العملاء. كما تضرر تجار التجزئة وسلاسل الوجبات السريعة الأسترالية من انقطاع الخدمة، مما تسبب في خروج أنظمة الدفع الذاتي والطلب عبر الإنترنت عن الخدمة. تشمل محلات السوبر ماركت المتضررة Woolworths وColes، حيث اضطرت معظم المتاجر إلى التوقف عن التداول طوال اليوم.

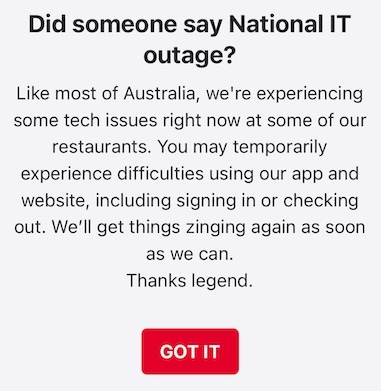
تعذر الوصول إلى تطبيق KFC للهاتف المحمول في أستراليا بسبب انقطاع الخدمة

أغلقت شركة ماكدونالدز اليابان مؤقتًا ثلث مواقعها بسبب مشاكل تتعلق بسجلات النقود. وتعطل تطبيق الهاتف المحمول الخاص بسلسلة ستاربكس الدولية.
في الولايات المتحدة، أجبرت مشكلات النظام الناجمة عن الحادث شركة Dick's Sporting Goods لبيع السلع الرياضية بالتجزئة على إغلاق بعض متاجرها وتسببت في انقطاع مؤقت لموقعها على الإنترنت.
واجهت سلسلة المتاجر الصغيرة 7-Eleven مشكلات في مواقعها التي تحمل العلامة التجارية Speedway والتي لا تزال تعمل على برنامج Speedway القديم باستخدام برنامج BlueCube وRadiant Site Manager الذي يعود تاريخه إلى الأيام التي كانت فيها Speedway مملوكة لشركة Marathon Petroleum Corporation، ولم تتمكن بعض المتاجر من قبول معاملات الدفع ببطاقات الائتمان أو الخصم بينما اضطرت متاجر أخرى إلى الإغلاق. بعض فروع 7-Eleven، التي كانت في طور تحويل مواقع Speedway إلى برنامج RIS الخاص بها، لم تواجه مشكلات في مواقعها التي تحولت بالفعل إلى RIS، كما أنها لم تواجه مشكلات في مواقع متاجر 7-Eleven أو Stripes الصغيرة القياسية.

### قطاعات أخرى
عانت DCT Gdańsk ، وهي مركز حاويات رئيسي في ميناء غدانسك Gdańsk على بحر البلطيق في بولندا، من انقطاع نظام تشغيل مايكروسوفت، مما أثر على عمليات المحطة. ولم تتأثر موانئ الشحن في الولايات المتحدة في معظم الأحيان، حيث أُغلق ميناء هيوستن فقط (الذي يتعامل مع معظم الحاويات الأجنبية) لفترة وجيزة.
وفي السويد، أُخلي منجم مالمبيرجيت ضمن إجراءات احترازي. وفي السويد أيضًا، لم يكن بالإمكان بيع تذاكر مباريات كرة القدم.
تعطل المجتمع العلمي العالمي بسبب الحادث لأن معرفات الكائنات الرقمية (DOI)، التي توفر رابطًا دائمًا للأعمال العلمية، فشلت في عملها أثناء وبعد الانقطاع.

## الاستجابة
في مقابلة مباشرة على قناة NBC's Today ، قدم جورج كورتز ، الرئيس التنفيذي لشركة كراودسترايك، اعتذارًا للجمهور قائلاً إنهم "يأسفون بشدة للتأثير الذي سببناه للعملاء والمسافرين وأي شخص تأثر بهذا، بما في ذلك شركاتنا". وعندما سألت المذيعة سافانا جوثري عن الكيفية التي يمكن أن يُسبب خطأ برمجي واحد مثل هذا التأثير الفوري، أجاب كورتز، "أنظمتنا تبحث دائمًا عن أحدث الهجمات من هؤلاء الخصوم الموجودين هناك".
عقدت الحكومة الأسترالية اجتماعًا وطنيًا طارئًا لمعالجة الانقطاع. وأُعلن عن تفعيل آلية التنسيق الوطنية، حيث قال رئيس الوزراء أنتوني ألبانيز "أتفهم أن الأستراليين قلقون بشأن الانقطاع الذي يتكشف عالميًا ويؤثر على مجموعة واسعة من الخدمات. وتعمل حكومتي بشكل وثيق مع المنسق الوطني للأمن السيبراني". وقال لاحقًا "لا يوجد أي تأثير على البنية التحتية الحيوية أو الخدمات الحكومية أو خدمات 000 (المعروفة باسم Triple-0) في هذه المرحلة. جرى تفعيل آلية التنسيق الوطنية وهي تجتمع الآن". نُصح سكان ولاية فيكتوريا بالاتصال بالرقم 000 إذا صدر إنذار حريق أو جرى اكتشاف دخان، حيث أن بعض أجهزة الإنذار التلقائية في المباني قد لا تتصل تلقائيًا بخدمات الإطفاء بسبب انقطاع الخدمة.
كان رئيس الولايات المتحدة جو بايدن على اتصال بشركة كراودسترايك لتقديم أي مساعدة إذا لزم الأمر. أفادت مصادر إخبارية في المملكة المتحدة أن لجنة COBR الحكومية قد اجتمعت لمناقشة الحادث.

### استجابة الصناعة
وصف مستشار الأمن السيبراني تروي هانت الحادث بأنه "أكبر انقطاع في تكنولوجيا المعلومات في التاريخ"، وقارن التأثير مع مشكلة عام 2000 Y2K بقوله: "هذا هو ما كنا قلقين عليه جميعًا بشأن عام 2000، إلا أنه حدث بالفعل هذه المرة".